# 利伯蒂鎮區 (密蘇里州華盛頓縣)
利伯蒂鎮區（英語：Liberty Township）是位於美國密蘇里州華盛頓縣的一個行政鎮區。

## 地方資料
利伯蒂鎮區的面積為165.51平方千米，當中陸地面積為165.10平方千米，而水域面積為0.41平方千米。根據2020年美國人口普查的數據，當地共有人口1358人，而人口密度為每平方千米8.2人。